# 小石元俊

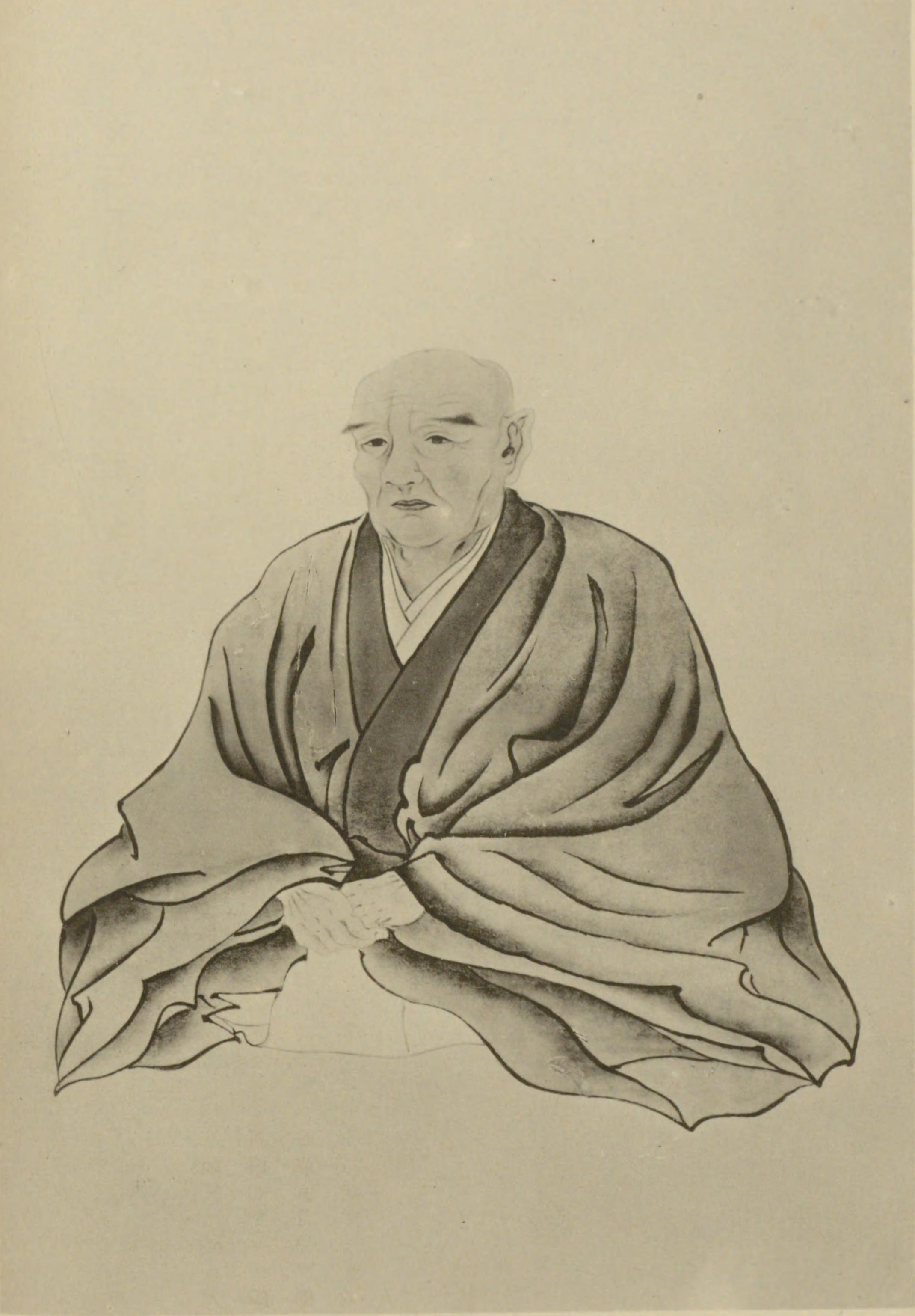
藤浪剛一『医家先哲肖像集』より小石元俊

小石 元俊（こいし げんしゅん、寛保3年（1743年） - 文化5年12月25日（1809年2月9日）は、江戸時代後期の蘭学者・蘭方医。「元俊」は通称で、諱は国瑞。幼名は太吉。字は有素、号に大愚・碧霞山人。子は小石元瑞。門弟に斉藤方策、南部伯民、橋本宗吉らがいる。
山脇東洋の孫弟子にあたり、関西における蘭医学の主唱者。杉田玄白『蘭学事始』にも名が見られ、玄白や大槻玄沢ら江戸の蘭学者とも交友し、東西の蘭学を結びつける人物とも位置づけられている。

## 略歴
山城国桂村（現在の京都市西京区桂）に生まれる。父は若狭国小浜藩の家老・林野氏の出自で、流浪中に小石姓に改めたという。母は後妻で柴原氏の娘。寛延3年（1750年）、父に従い大坂へ移る。医学を志し、宝暦年（1751年）には山脇東洋門下で柳河藩医・淡輪元潜に師事し、元俊と改める。元潜の紹介で同じく東洋門下の永富独嘯庵にも学び、オランダ医学に接する。永富塾では亀井南冥、小田享叔とともに三傑と称された。また河内の僧・慈雲に参禅。
明和元年（1764年）には父が死去。この頃西国を遊歴する。明和6年（1769年）に大坂で衛生館を開業。安永6年（1777年）亀井冥南の影響で皆川淇園の家塾に入門し、『元衍』の著述に専念、陰陽五行説に基づく旧態医学を批判する。皆川塾では柴野栗山らと交友し、頼春水から歴史を学ぶ。浦上玉堂や木村蒹葭堂ら著名な文人とも親しく交わった。
天明3年（1783年）には京都伏見で人体解剖を行う。この年には妻帯する。子息の元瑞を幼少の頃より、大坂の友人である篠崎三島に入門させている。
安永3年（1774年）に江戸で出版された『解体新書』に触発され、同年に杉田玄白、大槻玄沢に相次いで知り合うと、江戸に出て東遊し、大槻邸に滞在した。天明8年（1788年）の京都大火で『元衍』を焼失する。寛政8年（1796年）にも人体解剖を行い、『施薬院解男体臓図』として著す。享和元年（1801年）、京都で医学塾・究理堂を開き、上方での蘭学拡大に貢献した。間重富と共同出資で、傘職人の橋本宗吉を江戸の芝蘭堂へ学ばせた。66歳で死去。
著作に『元衍』、『学医要論』、『有因心論』。墓所は京都市北区の大徳寺孤蓬庵。

## 関連文献
山本四郎『小石元俊』（吉川弘文館 人物叢書、1967年、新装版1989年　ISBN 9784642051651、オンデマンド版 2021年　ISBN 9784642751650）